# Лёгкая атлетика на летних Олимпийских играх 1896 — бег на 400 метров
Соревнования по бегу на 400 метров среди мужчин на летних Олимпийских играх 1896 прошли 6 и 7 апреля. Приняли участие семь спортсменов из пяти стран.

## Призёры
| Золото       | Серебро              | Бронза                       |
| Том Берк США | Герберт Джемисон США | Чарльз Гмелин Великобритания |

## Соревнование

### Отборочные забеги
| Место | Спортсмен              | Результат  |
| ----- | ---------------------- | ---------- |
| 1     | Герберт Джемисон (USA) | 56,8 с OR  |
| 2     | Фриц Гофман (GER)      | 58,6 с     |
| 3-4   | Альфонс Гризель (FRA)  | Неизвестен |
| 3-4   | Курт Дёрри (GER)       | Неизвестен |

| Место | Спортсмен           | Результат  |
| ----- | ------------------- | ---------- |
| 1     | Том Берк (USA)      | 58,4 с     |
| 2     | Чарльз Гмелин (GBR) | Неизвестен |
| 3     | Франц Рейшель (FRA) | Неизвестен |

### Финал
| Место | Спортсмен              | Результат  |
| ----- | ---------------------- | ---------- |
| 1     | Том Берк (USA)         | 54,2 с OR  |
| 2     | Герберт Джемисон (USA) | 55,2 с     |
| 3     | Чарльз Гмелин (GBR)    | Неизвестен |
| 4     | Фриц Гофман (GER)      | Неизвестен |